# ドゥケカシエンセFC

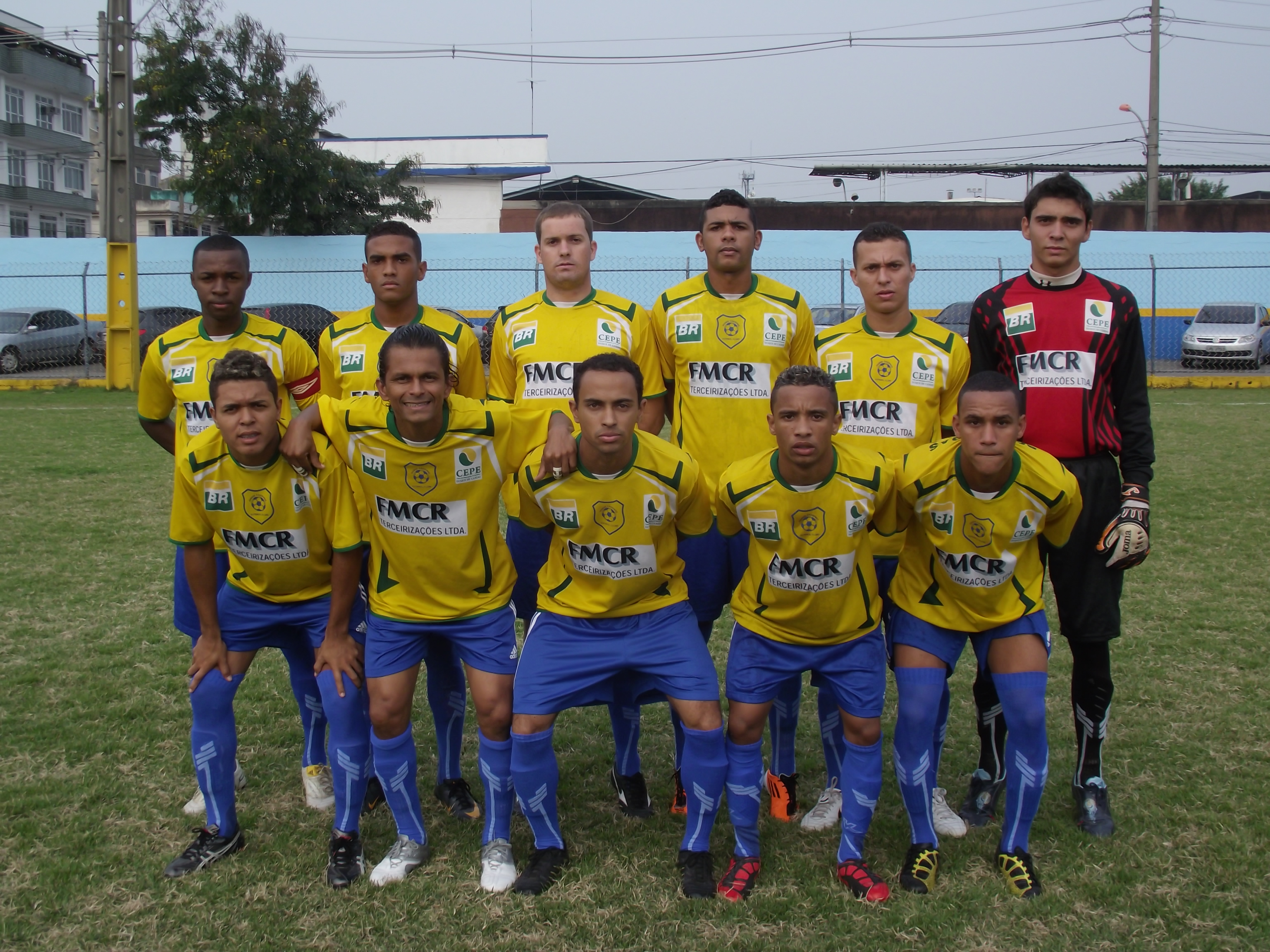
2011年の所属選手

ドゥケカシエンセ・フチボウ・クルーベ（ポルトガル語: Duquecaxiense Futebol Clube）は、ブラジル・リオデジャネイロ州ドゥケ・デ・カシアスを本拠地とするサッカークラブ。

## 歴史
1997年1月2日にアソシアソン・アトレチカ・ドゥケカシエンセ（Associação Atlética Duquecaxiense）の名で設立。同年にコパ・リオを制した。

## 本拠地
本拠地はエスタジオ・メストリ・テレ・サンターナ。収容人数は1000人。

## タイトル
- コパ・リオ: 1997